# Guioa plurinervis
Espèce
Statut de conservation UICN

 VU D2 : Vulnérable
Guioa plurinervis est une espèce de plantes de la famille des Sapindaceae.

## Publication originale
- Die Natürlichen Pflanzenfamilien 3(5): 346. 1895.